# Хэ Цюнь
Хэ Цюнь (кит. 何群; 1956, Нанкин — 31 декабря 2016) — китайский режиссёр. Родился в Нанкине, провинция Цзянсу. В 1982 году окончил художественный факультет Пекинской киноакадемии со степенью бакалавра. В 1984 году он стал арт-директором военного фильма «Один и восемь», тем самым войдя в круг кино и телевидения. В 1984 году он стал арт-директором драмы «Жёлтая земля», а в 1987 году он был номинирован на звание лучшего арт-директора 7-й Гонконгской кинопремии за фильм о боевых искусствах «Мечи и враги». В 1988 году он снял дебютную картину «Преображение».

## Ранние годы
Хэ Цюнь родился в Нанкине, провинция Цзянсу в 1955 году. Как и на многих людей его поколения, культурная революция повлияла на его судьбу. Его отец, художник, был осужден и отправлен из города на работу сварщика в течение 6 лет. В 1978 году поступил в Пекинскую киноакадемию на художественный факультет, который окончил в 1982 году со степенью бакалавра.

## Карьера
В начале карьеры был художественным руководителем, и работал над многими фильмами «пятого поколения китайских кинорежиссёров», такие как «Большой Парад» (1986, режиссёр Чэнь Кайгэ) и «Вдовья Деревня» (1988, режиссёр Ван Цзинь).
В 1988 году он начал свою режиссёрскую карьеру с военного фильма «Мятеж». С тех пор он начал снимать фильмы в различных жанрах, например гангстерский фильм («Запретный поезд осужденных», 1989), комедия («Однажды обманут»,1992) и детектив («Исчезнувшая»,1992). В 1993 году Хэ Цюнь преуспел с сельской драмы «Учителя страны», 1993. В 1994 году данный фильм выиграл национальную премию Китайской Народной Республики «Золотой петух» в номинации Лучший художественный фильм.

## Смерть
31 декабря 2016 года в возрвсте 61 года, Хэ Цюнь умер от сердечной недостаточности, в связи с пневмонией. 4 января 2017 состоялась церемония прощания с режиссёром.

## Фильмография
В качестве арт-директора
| Год  | Название на русском языке | Название на китайском языке | Режиссёр       |
| ---- | ------------------------- | --------------------------- | -------------- |
| 1983 | Один и восемь             | 一个和八个                  | Чжан Цзюньчжао |
| 1986 | Большой парад             | 大阅兵                      | Чэнь Кайгэ     |
| 1988 | Вдовья деревня            | 寡妇村                      | Ван Цзинь      |
| 1990 | Замужняя                  | 出嫁女                      | Ван Цзинь      |

В качестве Режиссёра
| Год  | Название на русском               | Название на китайском |
| ---- | --------------------------------- | --------------------- |
| 1988 | Бунт                              | 哗变                  |
| 1989 | Тюремная машина движется на Запад | 西行囚车              |
| 1991 | Сталь и огонь                     | 烈火金刚              |
| 1992 | Последний                         | 上一当                |
| 1992 | Исчезнувшая                       | 消失的女人            |
| 1994 | Фэнхуан Цинь                      | 凤凰琴                |
| 1995 | Иностранцы в Пекине               | 混在北京              |
| 1996 | Мальчик и девочка                 | 男孩女孩              |
| 2000 | Потому что есть любовь            | 因为有爱              |